# Бодрикур (Па де Кале)
Бодрикур (фр. Beaudricourt) насеље је и општина у североисточној Француској у региону Север-Па д Кале, у департману Па де Кале која припада префектури Арас.
По подацима из 2011. године у општини је живело 99 становника, а густина насељености је износила 21,62 становника/km². Општина се простире на површини од 4,58 km². Налази се на средњој надморској висини од 143 метара (максималној 159 m, а минималној 104 m).

## Демографија
| 1962. | 1968. | 1975. | 1982. | 1990. | 1999. | 2011. |
| ----- | ----- | ----- | ----- | ----- | ----- | ----- |
| 107   | 124   | 100   | 97    | 92    | 92    | 99    |

График промене броја становника у току последњих година